# Edaicode
Edaicode es una ciudad y nagar Panchayat situada en el distrito de Kanyakumari en el estado de Tamil Nadu (India). Su población es de 25378 habitantes (2011). Se encuentra a 33 km de Thiruvananthapuram y a 71 km de Tirunelveli. 

## Demografía
Según el censo de 2011 la población de Edaicode era de 25378 habitantes, de los cuales 12443 eran hombres y 19335 eran mujeres. Edaicode tiene una tasa media de alfabetización del 91,36%, superior a la media estatal del 80,09%: la alfabetización masculina es del 93,66%, y la alfabetización femenina del 89,17%.